# Aaj Ka Arjun
Aaj Ka Arjun er en indisk film fra 1990 af K.C. Bokadia.

## Medvirkende
- Amitabh Bachchan som Bheem Singh "Bheema"
- Jaya Prada som Gauri
- Raadhika Sarathkumar som Laxmi Singh
- Suresh Oberoi som Mohan
- Kiran Kumar som Lakhan
- Anupam Kher
- Amrish Puri som Thakur Bhupendra Singh
- Rishabh Shukla som Ajit Singh
- Asrani som Chikoo